# Velika Bolgarija
Velika Bolgarija ali Stara Velika Bolgarija (bolgarsko Стара Велика България, latinizirano: Stara Velika Bălgarija, starogrško Παλαιά Μεγάλη Βουλγαρία, latinizirano: Palaiá Megálē Boulgaría), zgodovinski pojem, s katerim so bizantinski zgodovinarji imenovali Onogurijo med vladanjem prabolgarskega vladarja Kubrata. Onogurija je v 7. stoletju obsegala ozemlja severno od Kavkaza in stepe med Dnestrom in spodnjo Volgo.

## Kubrat
Kubrat (včasih tudi Kurt ali Houvrat) iz vladarskega klana Dulo je bil po podatkih iz Imenika bolgarskih kanov zakonit naslednik prabolgarskega prestola. Mladost je preživel na bizantinskem dvoru, kjer se je izšolal in pokristjanil. V njegovi odsotnosti je plemenom vladal Organa, Kubratov stric po materini strani.
Okoli leta 628 se je Kubrat vrnil v domovino in prevzel oblast, verjetno s privolitvijo avarskega kagana. Kmalu zatem mu je uspelo strmoglaviti avarsko nadoblast in se odcepiti od Zahodnega turškega kaganata, katerega so pestile dinastične vojne.

## Ustanovitev
Med letoma 630 in 635 je Kubratu uspelo združiti dve največji prabolgarski plemeni Kutrigure  in Utigure in ustvariti močno plemensko zvezo, ki so jo srednjeveški avtorji imenovali Stara Velika Bolgarija, Bolgarsko cesarstvo Onogundur ali preprosto Onogurija. Nekateri strokovnjaki domnevajo, da so bili med bolgarskimi podložniki tudi poraženih Avari, tako da se je Velika Bolgarija raztezala na zahod vse do Panonske nižine. Njeno glavno mesto je bila verjetno Fanagorija na polotoku Taman. Kubratov grob so odkrili leta 1912 v Pereščepini v Ukrajini.

## Razpad in nasledstvene države
Dogodke po Kubratovi smrti je opisal bizantinski patriarh Nikefor. Nikefor pravi, da je Kubrat umrl med vladanjem cesarja Konstantina IV.. Nasledil ga je Batbajan, najstarejši od njegovih petih sinov. Drugi štirje sinovi niso upoštevali očetovega nasveta, naj ostanejo skupaj in se s skupnimi močmi uprejo Hazarom in so se s svojimi plemeni odselili.

### Volška Bolgarija
Kotrag, vladar Kutrigurov (ali Kotragov), se je s svojim plemenom iz porečja srednje Volge odselil proti severu in na sotočju Volge in Kame ustanovil kasneje zelo uspešno državo Volško Bolgarijo. Volški ali Srebrni Prabolgari ali Bessermeni, kot so jih takrat imenovali, so se v 9. stoletju prostvoljno poislamili. Svojo nacionalno identiteto so uspeli obdržati vse do 13. stoletja in celo odbiti prvi napad Mongolov leta 1223. Mongoli so jih zatem podjarmili in njihova prestolnica Bolgar je postala eno največjih mest v Zlati hordi. Prabolgari so se postopoma pomešali s Tatari. Njihovi potomci naj bi bili prebivalci sedanjih ruskih republik Tatarstana in Čuvašije.

### Prabolgari v Vojvodini in Makedoniji
Prabolgarski kan Kuber je kot vazal avarskega kagana iz prestolnice Sirmium (sedanja Sremska Mitrovica) vladal mešanici Prabolgarov, Romanov, Slovanv in Germanov. Okoli leta 680 se je s kaganom sprl, uspešno odbil napad Avarov in se s svojim ljudstvo preselil v makedonsko pokrajino Keremisijo. Poskus, da bi osvojiti tudi Solun, mu je spodletel. Po teh dogodkih je izginil z zgodovinskega prizorišča, njegovo ljudstvo pa se je pomešalo med slovanska plemena.

### Prabolgari v južni Italiji
Drugi Prabolgari pod vodstvom vojvode Alceka so okoli leta 662 skupaj z Langobardi krenili proti zahodu. Langobardskega kralja Grimoalda I. Beneventskega so zaprosili za primerno ozemlje, v zameno pa so mu ponudili vojaške usluge. Najprej so se ustavili v okolici Ravene, potem pa so se pomaknili bolj proti jugu. Grimoald je Alceka in njegovo spremstvo nato poslal v Benevento k svojemu sinu Romualdu, od katerega  so dobili ozemlje severovzhodno od Neaplja in velika, vendar zapuščena mesta Sepino, Boiano (Bovianum) in Isernia v sedanji regiji Molise v Apeninih. Alceku so poleg naslova vojvoda podelili še langobardski naslov gastald. Pavel Diakon v svoji Zgodovini Langobardov (Historia Langobardorum), ki je bila napisana po letu 787, piše, da so bili v tistem času Prabolgari še naseljeni v Lombardiji in da kljub temu, da so govorili latinsko, niso opustili svojega lastnega jezika.
Med arheološkimi izkopavanji v nekropoli Vicenne-Campochiaro pri Boianu, ki je iz 7. stoletja, so med 130 grobovi odkrili 13 človeških grobov skupaj s konji in izdelki germanskega in avarskega porekla. Pokopi konj so značilni srednjeazijske nomade,  zato ti grobovi prav gotovo pripadajo bolgarskim naseljencem iz Molise in Kampanje.

### Kavkaški Prabolgari/Balkari
Batbajanovo ljudstvo, tako imenovani Črni Prabolgari, so ostali v svoji domovini in so jih kmalu podjarmili Hazari. Nekateri poznavalci so prepričani, da so njihovi potomci sedanji Balkari, čeprav sami sebe po reki Malki imenujejo Malkari in govorijo turški jezik, podoben kipčaškemu. V mnogih turških jezikih se namreč glas "b" preglasi v "m".

### Prvo bolgarsko cesarstvo
Po razpadu Velike Bolgarije zaradi napada Hazarov leta 668 je Asparuh s svojimi brati na zahodu iskal bolj varno domovino. Njihova skupina je štela 30.000 do 50.000 ljudi. Po bitki pri Ongali je Asparuh ustanovil Prvo bolgarsko cesarstvo, ki ga je Bizantinsko cesarstvo leta 681 priznalo kot neodvisno državo.